# ناتانیل گرین
ناتانیل گرین (انگلیسی: Nathanael Greene; ۱۷۴۲ – ۱۹ ژوئن ۱۷۸۶) یک افسر نظامی و کشاورز آمریکایی بود که در طول جنگ انقلاب در ارتش قاره‌ای خدمت کرد. او با شهرتی به عنوان یکی از بااستعدادترین و قابل اعتمادترین افسران جورج واشنگتن از جنگ بیرون آمد و به خاطر فرماندهی موفقش در جبهه جنوبی درگیری شناخته می‌شود.
گرین که در خانواده‌ای مرفه از فرقه کوئیکر در وارویک، رود آیلند متولد شد، در اوایل دهه ۱۷۷۰ در مخالفت استعماری با سیاست‌های درآمدی بریتانیا فعال شد و به تأسیس گارد کنتیش، یک واحد شبه‌نظامی ایالتی، کمک کرد. پس از نبردهای لکسینگتون و کنکورد در آوریل ۱۷۷۵، مجلس قانونگذاری رود آیلند ارتشی تأسیس کرد و گرین را به فرماندهی آن منصوب کرد. بعداً در همان سال، گرین به عنوان ژنرال در ارتش تازه تأسیس قاره‌ای منصوب شد.  گرین پیش از آنکه در سال ۱۷۷۸ به عنوان سرگروه ارتش قاره‌ای منصوب شود، در نبردهای بوستون، نیویورک و نیوجرسی و فیلادلفیا تحت فرماندهی جورج واشنگتن خدمت کرد.
در اکتبر ۱۷۸۰، واشنگتن گرین را به عنوان فرمانده ارتش قاره‌ای در جبهه جنوبی منصوب کرد، جایی که او در چندین نبرد، عمدتاً در ویرجینیا، جورجیا و کارولینای جنوبی، شرکت داشت. پس از به دست گرفتن فرماندهی، گرین در یک نبرد چریکی موفق علیه نیروی بریتانیایی به رهبری چارلز کورنوالیس که از نظر عددی برتر بود، شرکت کرد. او در گیلفورد کورت هاوس، هابکیرک هیل و یوتاو اسپرینگز متحمل شکست‌های تاکتیکی متعددی شد که با این وجود کنترل بریتانیا بر جنوب آمریکا را از بین برد.

جنگ‌های زمینی عمده پس از تسلیم کورنوالیس در محاصره یورک‌تاون در اکتبر ۱۷۸۱ پایان یافت، اما گرین تا اواخر ۱۷۸۳ به خدمت در ارتش قاره‌ای ادامه داد. پس از جنگ، او به عنوان صاحب مزرعه در جورجیا مشغول به کار شد، اما محصولات برنج او عمدتاً با شکست مواجه شد.  او در سال ۱۷۸۶ در مزرعه‌ی مالبری گروو در شهرستان چاتهام، جورجیا درگذشت. مکان‌های متعددی در ایالات متحده به نام او نامگذاری شده‌اند.